# Yasuhiro Nakasone
Yasuhiro Nakasone (中曽根 康弘 Nakasone Yasuhiro?,  Takasaki, 27 de mayo de 1918-Tokio, 29 de noviembre de 2019) fue un político japonés de ideología conservadora y perteneciente al Partido Liberal Democrático (PLD), que ejerció como primer ministro nipón entre 1982 y 1987. Contemporáneo de políticos conocidos como Ronald Reagan, Helmut Kohl, François Mitterrand, Margaret Thatcher, Carlos Menem y Mijaíl Gorbachov, su período como jefe de Gobierno fue más conocido por haber emprendido la privatización de algunas compañías de propiedad estatal y por ayudar a revitalizar el nacionalismo japonés.

## Biografía

### Primeros años y carrera política
Nakasone nació en Takasaki, en la prefectura de Gunma, entonces una empobrecida y montañosa zona donde su padre ejercía como vendedor de madera. Más tarde asistió a la Universidad Imperial de Tokio. Durante la Segunda Guerra Mundial fue un oficial comisionado y contable en la Armada Imperial Japonesa.
Tras el final de la contienda, en 1947 dio comienzo a su carrera política tras ser elegido parlamentario por el Partido Democrático. Nakasone tenía la firme convicción de que, a consecuencia de la derrota, Japón estaba en peligro de abandonar sus valores tradicionales.
En 1952 ganó una breve notoriedad al culpar públicamente al emperador Hirohito de la derrota de Japón durante la Segunda Guerra Mundial. Un año antes Nakasone ya había escrito una carta al general Douglas McArthur en la que criticaba la ocupación estadounidense, con gran indignación del general norteamericano, que tiró la carta sin siquiera contestarla. Estos hechos posicionaron a Nakasone como un político derechista. En 1955, a instancias de Nakasone, el gobierno nipón otorgó el equivalente a 14 millones de dólares a la Agencia de Ciencia y Tecnología Industrial para comenzar la investigación nuclear. Tras integrarse en el Partido Liberal Democrático (PLD), partir de 1959 comenzó a ocupar distintos puestos ministeriales, como ministro de Ciencia (1959), ministro de Transportes (1967), o ministro de Industria y Comercio Exterior (1972). Dentro del PLD, Nakasone destacó por ser uno de los principales apoyos del primer ministro Eisaku Satō.

## Primer ministro
En 1982, Nakasone fue nombrado primer ministro. Junto al ministro de asuntos exteriores, Shintaro Abe, Nakasone enfocó su política exterior a mejorar las relaciones con la Unión Soviética y la República Popular China, aunque fue más conocido por su estrecha relación con el presidente estadounidense Ronald Reagan, a la que popularmente se llegó a denominar como amistad "Ron-Yasu". También realizó varias visitas a la presidenta de Filipinas, Corazón Aquino, manteniendo una serie de conversaciones filipino-japonesas entre 1986 y 1987, a fin de alcanzar diversos acuerdos de cooperación económica, mejorar las relaciones entre ambos países, programas de reconstrucción y rehabilitación, etc.

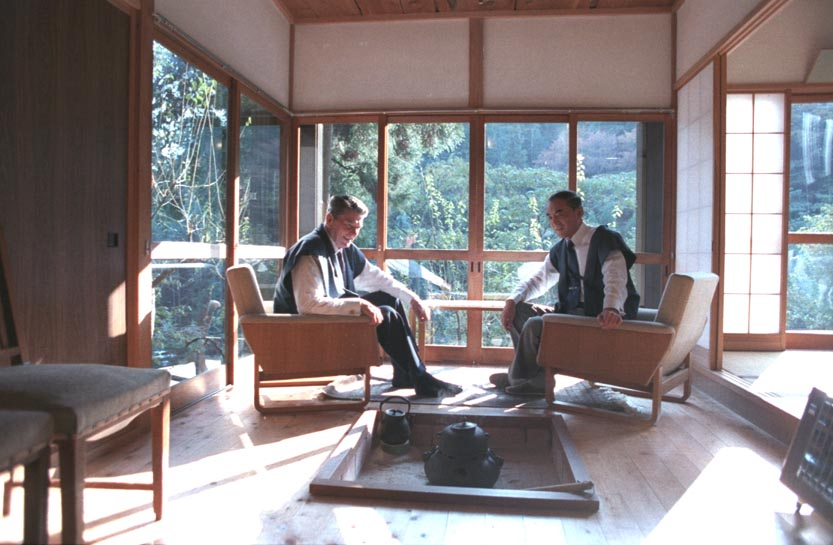
Nakasone y el presidente norteamericano Ronald Reagan, en noviembre de 1983.

En 1984, Nakasone visitó China en ocasión del duodécimo aniversario del reconocimiento diplomático japonés de la República Popular, para lo cual el gobierno chino organizó excursiones en China para 3000 jóvenes japoneses. En el viaje, el hijo de Nakasone estuvo acompañado en privado por la hija de Hu Yaobang, el secretario general del Partido Comunista de China. Tras el final de la visita, Hu sería fuertemente criticado por otros miembros del Partido Comunista de China (PCCh) por la extravagancia y el entusiasmo mostrados durante el evento.
En el ámbito interno, su política tuvo un marcado carácter nacionalista. Por ejemplo, llegó a visitar en dos ocasiones el Santuario Yasukuni después de haberse tomado la controvertida decisión de consagrar a catorce criminales de guerra en el templo.
Nakasone fue duramente criticado en Estados Unidos por comentarios racistas contra la comunidad afroamericana y Hispanoamericana ya que comento que Japón tenía superioridad nacional y intelectual porque Japón es una sociedad mayormente homogénea a diferencia de Estados unidos siendo puntual en que el problema radicaba en que Estados Unidos tenía «Negros e Hispanos puertorriqueños» en su sistema educativo, esto generó protestas en muchas ciudades estadounidenses y más de 300 llamadas de quejas a la embajada japonesa en Washington por lo que días después se disculpó diciendo que no fue su intención ofender a nadie y que quería decir «que a veces la sociedad multirracial estadounidense provoca inconvenientes en otras áreas, como la educación, mientras que en una sociedad monorracial como la japonesa la educación es menos complicada» esto no calmó las protestas, ya que inicialmente no mencionó la gran comunidad japonesa que vivía en Estados Unidos y que también participaba en el sistema educativo estadounidense.
Durante una breve visita oficial a España en 1987, Nakasone regaló a Felipe González, que era presidente del Gobierno español en ese momento, un árbol del género stewartia. Este fue el origen de la afición de González por los bonsáis, hasta entonces desconocidos en su país. El presidente español encargó al paisajista Luis Vallejo el cuidado de la colección de bonsáis que se situó en los jardines de la Moncloa. 

## Privatización de losFerrocarriles Nacionales Japoneses
Una de sus principales medidas fue la reprivatización de los Ferrocarriles Nacionales Japoneses (JNR), que finalmente se llevaría a cabo en 1987 tras una dura batalla política y sindical; tras la privatización de la JNR, la antigua empresa estatal dio paso al Grupo Japan Railways, que sigue operando en la actualidad. La propuesta de reprivatizar los ferrocarriles contó con la frontal oposición de los parlamentarios socialistas y comunistas, además de una dura respuesta sindical en la calle. El principal argumento que esgrimió el gobierno Nakasone para la privatización fue por la necesidad de reducir el enorme déficit que venía acumulando la JNR. Los ferrocarriles estatales no fueron la única liberalización que se emprendió durante su administración, ya que anteriormente también habían sido privatizadas otras empresas semiestatales, como la Nippon Telegraph And Telephone y la Japan Tobacco.
Durante los últimos años de su gestión volvió a ganar cierta notoriedad por unas declaraciones que hizo, en las que decía que el éxito económico de Japón se debía a la ausencia de minorías étnicas, lo que provocó un gran malestar entre los grupos étnicos minoritarios de Japón (especialmente, en la comunidad coreana). Más tarde matizaría sus palabras, declarando que en realidad se le había malinterpretado. En las elecciones locales de 1987 el PLD sufrió un severo varapalo, consecuencia de su propuesta para la introducción de un nuevo impuesto indirecto, lo que precipitó su caída y posterior dimisión. Fue sucedido por el ministro de finanzas Noboru Takeshita.

## Vida política posterior
Tras su salida del gobierno, Nakasone se vio envuelto en un caso de corrupción, el llamado Caso Recruit, que afectó tanto a él como a otros miembros de su partido.
Siguió siendo miembro del Parlamento hasta su salida definitiva en 2003.

## Fallecimiento
Yasuhiro Nakasone falleció a los 101 años el 29 de noviembre de 2019, siendo el primer ministro más longevo que tuvo Japón. Casualmente, murió un día después del 74.º cumpleaños de su hijo, Hirofumi Nakasone.

## Honores
- Legión de Honor
- Orden del Crisantemo
- Orden del Mérito de la República Federal de Alemania